# Iwan Wassiljewitsch Nowopokrowski
Iwan Wassiljewitsch Nowopokrowski (russisch Иван Васильевич Новопокровский; * 7. Dezember 1880 in Michailow, Russisches Kaiserreich; † 30. Mai 1951 in Rostow am Don, Sowjetunion) war ein russisch-sowjetischer Botaniker und Spezialist auf dem Gebiet der Vegetationsgeographie und Systematik höherer Pflanzen.
Sein botanisches Autorenkürzel lautet „Novopokr.“.

## Biografie
Iwan Wassiljewitsch Nowopokrowski wurde am 7. Dezember 1880 in Michailow in der heutigen Oblast Rjasan geboren. 1904 absolvierte er die Naturwissenschaftliche Fakultät der Universität Moskau. 1920–1931 war er Professor am Novocherkassker Institut für Landwirtschaft und Melioration. Bis 1934 war er Professor am Krasnodarer Landwirtschaftlichen Institut.
Von 1934 bis 1944 arbeitete er in der Rostower Staatliche Universität, wo er Leiter der Abteilung für Botanik und Dekan der Fakultät für Biologie war. Im Jahr 1936 gründete er (unter Beteiligung der Professoren A. Flerov und V. N. Vershkovsky) Herbar von der Rostower Universität.
Er arbeitete auch am Polytechnisches Institut Don und in der Nordkaukasusabteilung des Staatlichen Instituts für das Studium von Trockengebieten. Seit 1945 wirkte er am Botanischen Institut der Akademie der Wissenschaften der UdSSR (Leningrad), wo er das zentralasiatische Herbarium leitete.
In den Jahren 1935–1942 wurde Nowopokrowski vom Stalin-Regime verfolgt.
Er sprach mehrere Fremdsprachen.
Im Jahr 1985, im Zusammenhang mit dem 70. Jahrestag der Rostower Staatlichen Universität und in Anerkennung der Verdienste von Iwan Nowopokrowski für die Organisation des Herbariums der Universität, wurde das Herbarium der Rostower Universität nach ihm belebt. Dies ist eines der größten Herbarien in ganz Russland.

### Wissenschaftliche Arbeit
Nowopokrowski studierte Flora und Vegetation des südosteuropäischen Teils der UdSSR. Er ist heute bekannt für seine Arbeit an der Systematik einiger Pflanzengattungen aus der Familie der Korbblütler (Compositae) und der Familie der Brombeeren, unter denen er viele neue Arten beschrieb. Er war Autor von mehr als 120 wissenschaftlichen Arbeiten, darunter "Zonenarten der Steppen des europäischen Teils der UdSSR", "Vegetation der Region Rostow", "Quarantäne-Unkraut der Rostower Region".